# دوروثي بورتر
دوروثي بورتر (بالإنجليزية: Dorothy Porter)‏ هي واضعة كلمات الأوبرا وكاتِبة وكاتبة للأطفال وشاعرة أسترالية، ولدت في 26 مارس 1954 في سيدني في أستراليا، وتوفيت في 10 ديسمبر 2008 في ملبورن في أستراليا بسبب سرطان الثدي.

## روابط خارجية
- دوروثي بورتر على موقع IMDb (الإنجليزية)